# کوریکا (فنلاند)
کوریکا (به فنلاندی: Kurikka) یک منطقهٔ مسکونی در فنلاند است که در اوستروبوتنیای جنوبی واقع شده‌است.